# St James (metropolitana del Tyne and Wear)
St James è una stazione della metropolitana del Tyne and Wear, situata ad ovest del centro di Newcastle upon Tyne, nel Nord Est dell'Inghilterra. La stazione si trova presso St James' Park, lo stadio del Newcastle United Football Club.
La stazione, aperta dal 1982, è un dei capolinea della linea gialla della metropolitana della città. L'interno della stazione è particolare, in quanto le mura sono ricoperte da strisce bianche e nere (i colori del Newcastle United) e ritraggono giocatori e manager passati e presenti della squadra calcistica. Al momento dell'apertura, tuttavia, la stazione era rifinita con i medesimi colori delle altre stazioni della rete (color crema e giallo).
Nell'anno 2008-2009 la stazione servì circa 246.000 passeggeri.

## Galleria d'immagini

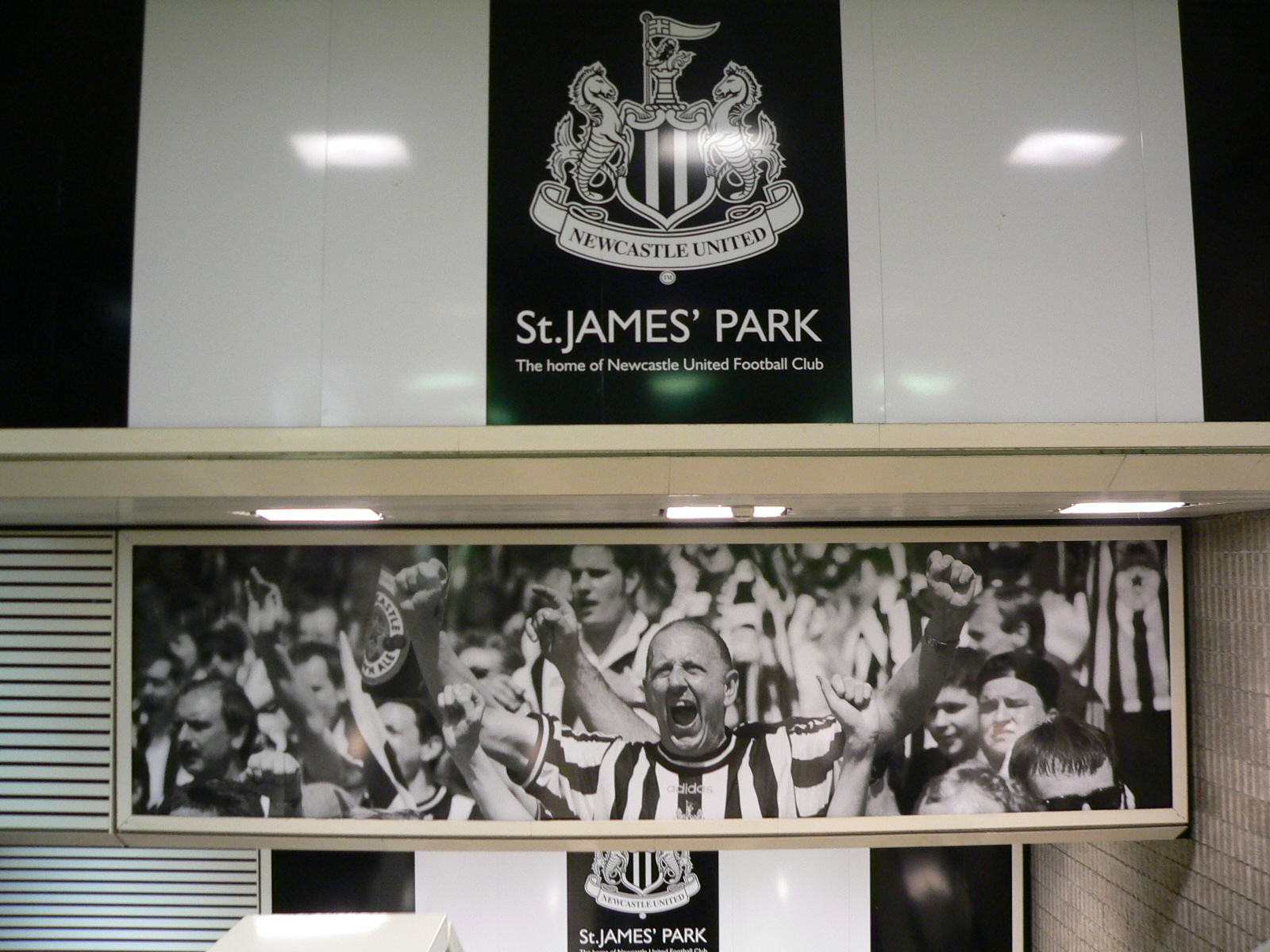
Molti pannelli nella stazione mostrano immagini del vicino stadio di St James' Park, o ex giocatori del Newcastle United F.C. Questa visuale è presa da una delle scale mobili.
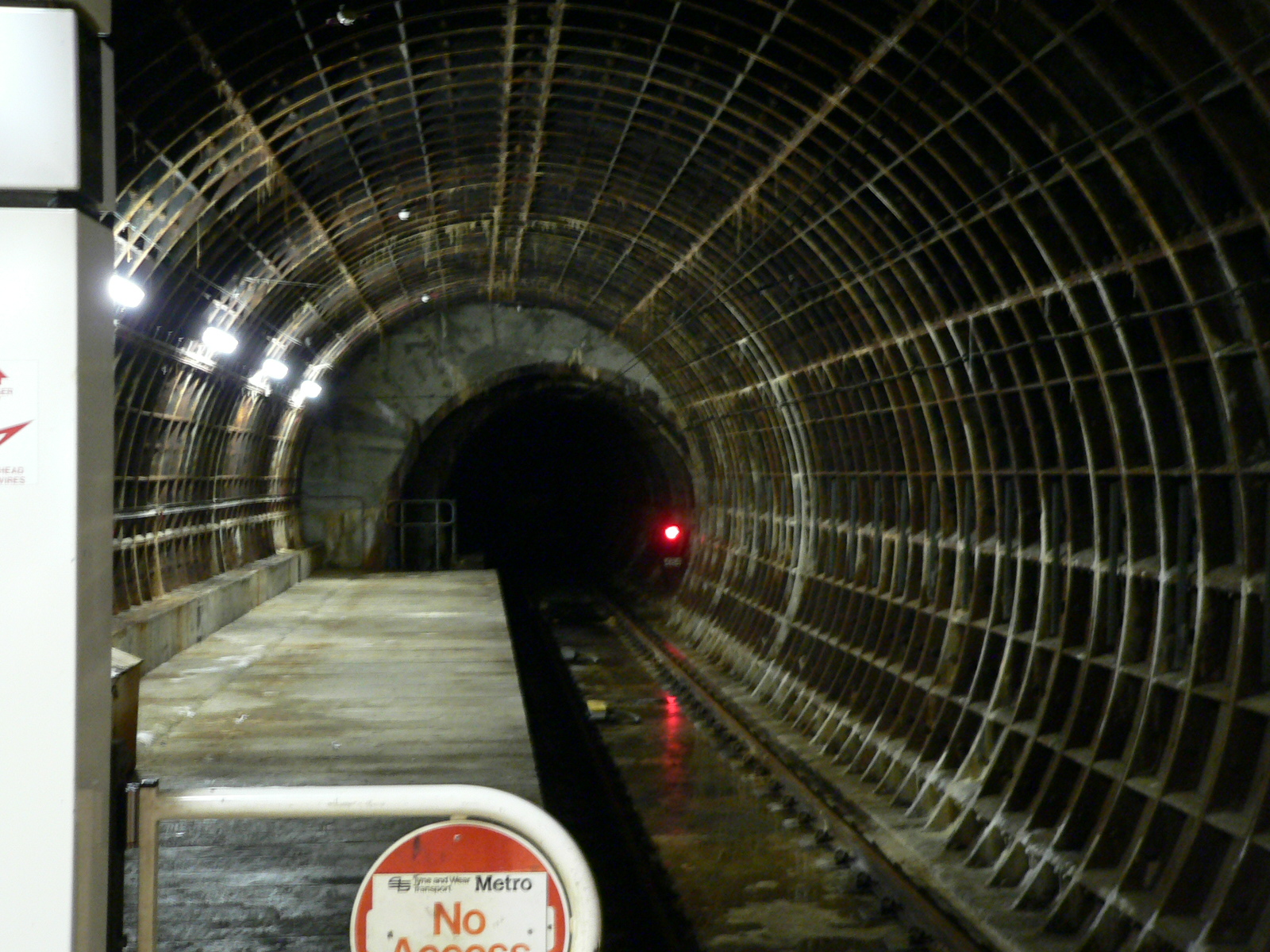
Uno dei tunnel al termine della banchina della stazione. Una variante del Controllo Moorgate viene utilizzato per assicurarsi che i treni rallentino in sicurezza nell'avvicinarsi al termine del tracciato ferroviario.